# Pierre-Jean-Marie Pegay
Pierre-Jean-Marie Pegay, francoski general, * 1877, † 1957.